# Regina amat suum colorem
Regina amat suum colorem лат. (изговор: регина амат суум колорем). Краљица воли своју боју!

## Исто нешто другачије речено
Regina regit colorem ен. (изговор: регина регит колорем). Краљица одређује боју.

## Тумачење
Ова изрека је сликовито изражено основно  шаховско правило по коме се постављају шаховске фигуре на почетку шаховске партије: бијела краљица   на бијело, а црна на црно поље.